# Flattr
Flattr je mikroplatební služba umožňující odměňovat autory. Byl založen v roce 2010 Peterem Sundem, který dříve založil server The Pirate Bay, a Linusem Olssonem. Uživatelé každý měsíc rozdělují zvolenou částku (min. 2 eura) klikáním na tlačítka Flattru umístěná na webových stránkách. Flattr lze nabíjet pomocí PayPalu, platebních karet a dalších možností. V současnosti si služba nechává 10 % z měsíčních dotací uživatelů, ale tento podíl by se podle Sundeho mohl snížit, až službu začne využívat více lidí.
V prosinci 2010 Flattr získal pozornost médií, když se ukázal jako vhodná metoda darování peněz serveru WikiLeaks poté, co Paypal, Visa a Mastercard zabránily posílat peníze přes své služby.
V dubnu 2012 byla spuštěna česká lokalizace Flattru.